# Ronde van Frankrijk 2011/Elfde etappe
De elfde etappe van de Ronde van Frankrijk 2011 werd verreden op 13 juli 2011 over een afstand van 167,5 kilometer tussen Blaye-les-Mines en Lavaur.

## Verloop
De vroege vlucht van de dag werd gevormd door Rubén Pérez, Lars Boom, Andrij Grivko, Mickaël Delage, Tristan Valentin en Jimmy Engoulvent.
Bij de tussensprint stak Mark Cavendish zijn bedoeling om de groene trui te pakken niet weg en kaapte nog negen punten weg voor zijn voornaamste concurrent José Joaquín Rojas.
Ondanks een ultieme poging van Lars Boom liet het peloton niet begaan. Het werd een klassieke massasprint waarin ditmaal Cavendish zich sterker toonde dan André Greipel. Meteen kwam hij in het bezit van de groene trui.
| Tussensprint Gaillac na 85 km |                  |        |
| Plaats                        | Naam             | Punten |
| Winnaar                       | Mickaël Delage   | 20     |
| 2                             | Jimmy Engoulvent | 17     |
| 3                             | Lars Boom        | 15     |

| Beklimming Côte de Tonnac na 28,5 km | Beklimming Côte de Tonnac na 28,5 km | Beklimming Côte de Tonnac na 28,5 km | 3e cat. 3,6 km à 4,9 % | 3e cat. 3,6 km à 4,9 % |
| Plaats                               | Naam                                 | Naam                                 | Punten                 |                        |
| Winnaar                              | Lars Boom                            | Lars Boom                            | 2                      |                        |
| 2                                    | Andrij Grivko                        | Andrij Grivko                        | 1                      |                        |

| Beklimming Côte de Puylaurens na 135,5 km | Beklimming Côte de Puylaurens na 135,5 km | Beklimming Côte de Puylaurens na 135,5 km | 4e cat. 4,2 km à 3,8 % | 4e cat. 4,2 km à 3,8 % |
| Plaats                                    | Naam                                      | Naam                                      | Punten                 |                        |
| Winnaar                                   | Mickaël Delage                            | Mickaël Delage                            | 1                      |                        |

## Uitslagen
| Rituitslag |                      |                     |          |
| Plaats     | Naam                 | Ploeg               | Tijd     |
| Winnaar    | Mark Cavendish       | Team HTC-High Road  | 3u46'07" |
| 2          | André Greipel        | Omega Pharma-Lotto  | z.t.     |
| 3          | Tyler Farrar         | Team Garmin-Cervélo | z.t.     |
| 4          | Denis Galimzjanov    | Team Katjoesja      | z.t.     |
| 5          | Edvald Boasson Hagen | Sky ProCycling      | z.t.     |
| 6          | Romain Feillu        | Vacansoleil-DCM     | z.t.     |
| 7          | José Joaquín Rojas   | Team Movistar       | z.t.     |
| 8          | Sébastien Turgot     | Team Europcar       | z.t.     |
| 9          | Francisco Ventoso    | Team Movistar       | z.t.     |
| 10         | William Bonnet       | Française des Jeux  | z.t.     |
|            |                      |                     |          |
| 15         | Gianni Meersman      | Française des Jeux  | z.t.     |
| 19         | Rob Ruijgh           | Vacansoleil-DCM     | z.t.     |

| Strijdlustigste renner |                |                    |
|                        | Naam           | Ploeg              |
|                        | Mickaël Delage | Française des Jeux |

## Klassementen
| Algemeen Klassement |                   |                    |           |
| Plaats              | Naam              | Ploeg              | Tijd      |
| Gele trui           | Thomas Voeckler   | Team Europcar      | 45u52'39" |
| 2                   | Luis León Sánchez | Rabobank           | + 01'49"  |
| 3                   | Cadel Evans       | BMC Racing Team    | + 02'26"  |
| 4                   | Fränk Schleck     | Team Leopard-Trek  | + 02'29"  |
| 5                   | Andy Schleck      | Team Leopard-Trek  | + 02'37"  |
| 6                   | Tony Martin       | Team HTC-High Road | + 02'38"  |
| 7                   | Peter Velits      | Team HTC-High Road | z.t.      |
| 8                   | Andreas Klöden    | Team RadioShack    | + 02'43"  |
| 9                   | Philippe Gilbert  | Omega Pharma-Lotto | + 02'55"  |
| 10                  | Jakob Fuglsang    | Team Leopard-Trek  | + 03'08"  |
|                     |                   |                    |           |
| 15                  | Robert Gesink     | Rabobank           | + 04'01"  |

| Ploegenklassement |                     |            |
| Plaats            | Ploeg               | Tijd       |
|                   | Team Europcar       | 136u55'55" |
| 2                 | Team Leopard-Trek   | + 00'32"   |
| 3                 | Team RadioShack     | + 01'02"   |
| 4                 | Rabobank            | + 01'18"   |
| 5                 | Team Garmin-Cervélo | + 01'50"   |
| 6                 | AG2R-La Mondiale    | + 04'23    |
| 7                 | Team Katjoesja      | + 04'40"   |
| 8                 | Team HTC-High Road  | + 04'55"   |
| 9                 | Quick Step          | + 6'14"    |
| 10                | Omega Pharma-Lotto  | + 7'45"    |

## Nevenklassementen
| Puntenklassement |                    |                    |        |
| Plaats           | Naam               | Ploeg              | Punten |
| Groene trui      | Mark Cavendish     | Team HTC-High Road | 251    |
| 2                | José Joaquín Rojas | Team Movistar      | 235    |
| 3                | Philippe Gilbert   | Omega Pharma-Lotto | 231    |
|                  |                    |                    |        |
| 32               | Lieuwe Westra      | Vacansoleil-DCM    | 32     |

| Bergklassement |                    |                    |        |
| Plaats         | Naam               | Ploeg              | Punten |
| Bolletjestrui  | Johnny Hoogerland  | Vacansoleil-DCM    | 22     |
| 2              | Thomas Voeckler    | Team Europcar      | 17     |
| 3              | Tejay van Garderen | Team HTC-High Road | 5      |
|                |                    |                    |        |
| 9              | Philippe Gilbert   | Omega Pharma-Lotto | 2      |

| Jongerenklassement |                   |                             |           |
| Plaats             | Naam              | Ploeg                       | Tijd      |
| Witte trui         | Robert Gesink     | Rabobank                    | 45u56'40" |
| 2                  | Rein Taaramäe     | Cofidis, le crédit en ligne | + 00'51"  |
| 3                  | Arnold Jeannesson | Française des Jeux          | + 01'20"  |
|                    |                   |                             |           |
| 28                 | Romain Zingle     | Cofidis, le crédit en ligne | + 45'00"  |

## Opgave
- John Gadret (AG2R-La Mondiale). Niet gestart wegens oververmoeidheid.[1]

1e etappe ·
2e etappe ·
3e etappe ·
4e etappe ·
5e etappe ·
6e etappe ·
7e etappe ·
8e etappe ·
9e etappe ·
10e etappe ·
11e etappe ·
12e etappe ·
13e etappe ·
14e etappe ·
15e etappe ·
16e etappe ·
17e etappe ·
18e etappe ·
19e etappe ·
20e etappe ·
21e etappe
Startlijst · Eindstanden · Afbeeldingen